# Monte Tomanivi
Il monte Tomanivi (precedentemente conosciuto come monte Victoria) è la più alta montagna dell'arcipelago delle Figi, nell'isola di Viti Levu ed è alto 1.324 metri. Il Rewa, Navua, Sigatoka ed il Ba nascono sul Tomanivi.